# Hrvatsko aktuarsko društvo
Hrvatsko aktuarsko društvo  (HAD) je stručna udruga aktuara u Republici Hrvatskoj čija je svrha promicanje i razvoj aktuarske znanosti i struke i njene praktične primjene te stručnog usavršavanja i izobrazbe aktuara. 
HAD je osnovan 1996. godine i trenutno broji 131 redovnih, 42 pridružena i 2 počasna člana.  
Hrvatsko aktuarsko društvo je redovni član International Actuarial Association (IAA) i Actuarial Association of Europe (AAE). 

## Članstvo u HAD-u
Društvo je organizirano na takav način da su moguće tri različite vrste članstva:
Redovni član   može biti osoba koja se u znanstvenom ili praktičnom smislu bavi aktuarskom strukom, prihvaća odredbe statuta HAD-a i prema njemu se ravna, ima minimalno dvije godine praktičnog rada u aktuarskim poslovima, ima visoku stručnu spremu te je završila specijalističku izobrazbu iz aktuaristike u skladu s IAA, AAE i sukladno kriterijima za primanje u redovno članstvo koju donosi skupština HAD-a.
Pridruženi član  može biti osoba koja se obrazuje za aktuarski posao ili radi na aktuarskim poslovima, a ne zadovoljava uvjete za primanje u redovno članstvo, ili osoba zainteresirana za praćenje aktuarske struke.
Počasni član  može biti osoba osobito zaslužna za samo Društvo, za razvoj aktuarske znanosti i njezine primjene ili priznati znanstveni djelatnik.

## Također pogledati
- Aktuar

## Vanjske poveznice
- Službene stanice Hrvatsko aktuarsko društvo
- International Actuarial Association (IAA)
- Actuarial Association of Europe (AAE)